# Zdenka Fantlová
Zdenka Fantlová (28. března 1922 Blatná – 14. listopadu 2022 Londýn) byla česko-australsko-britská herečka, spisovatelka a přeživší holokaustu.

## Biografie
Zdenka Fantlová se narodila v Blatné dne 28. března 1922 a vyrůstala v Rokycanech. Tam také navštěvoval gymnázium, ale kvůli židovskému původu byla začátkem druhé světové války ze studií vyloučena. Se svou rodinou byla stejně jako velká část židovského obyvatelstva v Československu deportována v lednu 1942 do ghetta v Terezíně, kam byl předtím odvezen i její přítel Arno. S vyhlídkou na odvoz z Terezína vyrobil Arno cínový prsten s nápisem „Arno 13.6.1942“, který dal Zdence jako zásnubní dar. Následujícího dne byl Arno odvlečen a už nikdy nebyl spatřen. Za těžkých okolností si Zdenka cínový prsten ponechala jako památku na svou lásku z mládí a později se stal součástí názvu její autobiografie.
Zdenka Fantlová se účastnila i organizovaných divadelních představení (byla jak česká, německá pro dospělé i děti v táboře), která byla povolena samotnými Němci, jako ukázka kulturního života tábora pro Mezinárodní kontroly Červeného kříže v Terezíně. Ghetto bylo uzavřeno na podzim 1944 a jeho obyvatelé byli přesunuti do jiných táborů. Dne 17. října 1944 byla Zdenka Fantlová spolu s matkou a sestrou deportována v dobytčích vagonech do Auschwitz-Birkenau (polsky Osvětim), kde byla matka krátce po příjezdu zavražděna. Její pobyt v Auschwitz-Birkenau, připomínal v prosklené vitríně kufr s jejím jménem. Zdenka Fantlová měla pak obrovské štěstí, že se sestrou Lydií byly postupně přemístěny do táborů Gross-Rosen v Německu, Mauthausen v Rakousku a nakonec Bergen-Belsen, kde její sestra Lydie zemřela při tyfové epidemii, která tam probíhala. Zdenka Fantlová pobyt v táboře přežila. Dne 15. dubna 1945 byl tábor osvobozen britskou armádou. Po válce Zdenka Fantlová nějakou dobu pobývala ve Švédsku, kde se jí dostalo akutní péče a zotavení pod záštitou Červeného kříže.
Zdenka Fantlová se přestěhovala v roce 1949 do Austrálie, kde se věnovala herectví a v roce 1969 do Londýna. Po mnoho let navštěvovala školy a další organizace a vyprávěla o svých zážitcích s německým nacistickým týráním během druhé světové války a o těžkém životě v koncentračních táborech.
Zdenka Fantlová zemřela v Londýně dne 14. listopadu 2022 ve věku 100 let. V Rokycanech na domě, kde žila, je instalována pamětní deska s jejím jménem.